# イーエムシステムズ
株式会社イーエムシステムズ（英: EM SYSTEMS company）は、大阪府大阪市淀川区に本社を置き、調剤薬局向けシステム事業及びその関連事業、医科システム事業及びその関連事業、介護/福祉システム事業を行う日本の企業である。
東京証券取引所プライム上場企業（コード4820）。

## 概要
自動車販売業勤務の國光浩三が創業。勤務先でコンピュータシステムを導入し飛躍的に業務改善がなされたのを目の当たりにし、新規事業を模索した。國光はIT化が遅れていた医薬部門に着目し、セイコーエプソンメディカル部門の関西地区の代理店（関西エプソンメディカル）としてスタートを切った。
1987年にセイコーエプソンが医療用パソコン事業から撤退を決めたが、國光は逆にセイコーエプソンメディカル部門のすべてを事業継承した。現社名のEMは「エプソンメディカル」に由来する。調剤薬局部門は全国5万店とも言われる薬局へのIT化が見込まれた部門であり、販売代理店を持たず全国規模でのリース形式による直販、メンテナンス無料といった販売・サポート形態が時代にマッチした。
こうして調剤薬局システム部門は軌道に乗り、日本国内シェア約3割のトップ企業となった。2000年12月にナスダックJに店頭公開を果たし、2003年5月に東京証券取引所市場第二部に上場、更に2012年11月に市場第一部に上場した。
医科システムとして、2009年7月に診療所向け医事会計システム「Medical Recepty NEXT TYPE 1」（「Medical Recepty NEXT（MRN）クラークスタイル」に名称変更）の販売を開始した。2010年2月には株式会社ビー・エム・エルと共同で株式会社メデファクトを設立し、2011年4月1日よりメデファクトの開発したレセプトコンピュータ一体型の無床診療所向け電子カルテを「Medical Recepty NEXT（MRN）カルテスタイル」のブランド名で販売している。
2019年11月より新ブランド「MAPsシリーズ」クラウドシステムを発売。

## 事業内容
- 調剤薬局事務処理コンピュータ開発・販売・保守
- 医療事務処理コンピュータ開発・販売・保守
- ASPを活用したネットワークシステム事業
- パーソナルコンピュータ及び関連機器の販売
- 病院各種業務ソフト開発・販売
- OA・サプライ品及び医療機関向各種帳票類販売

## 営業拠点
- 本社（新大阪）
- 東京本社（港区）
- その他拠点：札幌市、仙台、茨城（土浦）、北関東（さいたま市）、千葉、東京（池袋、府中）、神奈川（横浜市）、中部（名古屋市）、関西（新大阪）、広島、福岡（博多）、沖縄[5]

## 初TV CM
- 林遣都（2022年11月 - ）

主題歌は「WANDS」が担当　曲「愛を叫びたい」